# Шипунов, Алексей Борисович
Алексей Борисович Шипунов (1965—2022) — российский и американский ботаник, кандидат биологических наук, профессор.
Известен как создатель научного сайта — Фундаментальная электронная библиотека «Флора и фауна» — на день его смерти содержащей 16437 книг и статей по биоразнообразию (и смежным темам) стран бывшего СССР.

## Биография
В 1990 году окончил кафедру высших растений биологического факультета Московского государственного университета, в 1995—1998 годах был аспирантом на той же кафедре, в 1998 году защитил кандидатскую диссертацию по систематике и морфологии подорожников (научный руководитель В. Н. Тихомиров).
В 2002—2003 годах работал в Королевских ботанических садах Кью (Лондон).
В 2006 году эмигрировал в США, где работал в Университете штата Айдахо (2006—2008), в Морской биологической лаборатории (2008—2010) и в Университете штата Северная Дакота в Майноте (2010—2019).
С 2019 года был приглашённым профессором Киотского университета.

## Труды
Автор и соавтор 132 работ, некоторые из них:
- Шипунов А. Б. Роды Plantago L. и Psyllium Mill. (Plantaginaceae Juss.) во флоре Восточной Европы // Новости систематики высших растений. — 2000. — Т. 32. — С. 139—152. — ISSN 0568-5443.
- Шипунов А. Б. Система цветковых растений: синтез традиционных и молекулярно-генетических подходов // Журнал общей биологии. — 2003. — Т. 64, № 6. — С. 501—510. — ISSN 0044-4596.
- Shipunov A., Reveal J. L. Validation of subordinal names for "Systema Angiospermarum" // Phytotaxa. — 2011. — Vol. 16. — P. 63—64. — ISSN 1179-3155. — doi:10.11646/phytotaxa.16.1.5.
- Шипунов А. Б. Наглядная статистика. Используем R! / А. Б. Шипунов, Е. М. Балдин, П. А. Волкова, А. И. Коробейников, С. А. Назарова, С. В. Петров, В. Г. Суфиянов. — М. : ДМК Пресс, 2012. — 298 с. — ISBN 978-5-94074-828-1.
- Shipunov A. Flora of North Dakota: Illustrated checklist / ed. J. Kartesz, M. Nishino. — Version 2. — Minot, North Dakota : Minot State University, 2019. — 937 p. — ISBN 978-1-4675-6379-6.

## Виды растений, названные в честь А. Б. Шипунова
- Eleocharis shipunovii Ovchinnikova & Chepinoga (2023), nom. nov. [≡ Scirpus japonicus var. thermalis Hultén]
- Primula shipunovii Chepinoga (2023), nom. nov. [≡ Cortusa sachalinensis Losinsk.]
- Typha shipunovii Mavrodiev, Kapit. & Belyakov (2023)